# Hurtsmile
Hurtsmile é uma banda americana de hard rock formada em 2010 pelo vocalista e guitarrista Gary Cherone, mais conhecido por ser o frontman das bandas Extreme e Van Halen. A banda também conta com o irmão de Gary, Mark Cherone, na guitarra, Joe Pessia no baixo e Dana Spellman na bateria.
O álbum de estreia autointitulado da banda foi lançado em 2011 e apresentou uma mistura de influências de hard rock, metal e alternativo. O álbum recebeu críticas positivas, com críticos elogiando a habilidade dos músicos da banda e os vocais de Gary Cherone.
O segundo álbum do Hurtsmile, Retrogrenade, foi lançado em 2019 e continuou a apresentar a sonoridade diversa da banda. O álbum incluiu participações especiais do guitarrista Nuno Bettencourt e do baterista Ben Smith.
Além do seu trabalho com o Hurtsmile, Gary Cherone também continuou a se apresentar e gravar com o Extreme e outros projetos musicais.

## Membros da banda
Gary Cherone - vocais principais, guitarra
Mark Cherone - guitarra, vocais de apoio
Joe Pessia - baixo, vocais de apoio
Dana Spellman - bateria, percussão

## Discografia
- Hurtsmile (2011)
- Retrogrenade (2014)